# Nane Germon
Pour les articles homonymes, voir Germon.
Germaine Hélène Nannon dite Nane Germon, née le 10 juin 1909 dans le 1er arrondissement de Paris et morte le 6 mars 2001 à Asnières-sur-Seine (Hauts-de-Seine), est une actrice française.

## Biographie
Elle est la fille de René Nicolas et de Marie Charlotte Boesen (mariés à Paris 1er le 21 septembre 1905).
Elle a parcouru le cinéma français des années 1930 à 1990 avec une longévité étonnante. Elle est restée dans l'histoire du cinéma pour ses participations aux chefs-d'œuvre que sont La Belle et la Bête ou L'Auberge rouge. Mais ses autres prestations, de Remorques à Justice est faite en passant par Des gens sans importance, sont toujours remarquables.

## Filmographie

### Cinéma
- 1932 : Une faible femme de Max de Vaucorbeil
- 1932 : Coup de feu à l'aube de Serge de Poligny.
- 1932 : Mimi Pandore de Roger Capellani - (court métrage)
- 1932 : On demande de jolies femmes de Jaquelux - (court métrage)
- 1933 : La Guerre des valses de Ludwig Berger et Raoul Ploquin
- 1933 : Le Grillon du foyer de Robert Boudrioz
- 1933 : Le Rayon des amours de Edmond T. Gréville - (court métrage)
- 1933 : Le Barbier de Séville de Hubert Bourlon et Jean Kemm
- 1933 : Les Aventures du roi Pausole de Alexis Granowsky
- 1933 : Gonzague ou l'Accordeur de Jean Grémillon - (court métrage)
- 1933 : L'École des auteurs de Germain Fried - (court métrage)
- 1933 : Byrrh-Cassis gagnant de Pierre Weill - (court métrage)
- 1934 : Le Malade imaginaire de Jaquelux et Marc Merenda
- 1934 : Pension Mimosas de Jacques Feyder
- 1934 : J'ai une idée de Roger Richebé : Norah
- 1934 : Le Coup du parapluie de Victor de Fast - (court métrage)
- 1935 : Divine de Max Ophuls
- 1935 : La Fille de madame Angot de Jean Bernard-Desrone.
- 1935 : Voyage d'agrément de Christian-Jaque
- 1935 : Marchand d'amour de Edmond T. Gréville
- 1935 : Le Train d'amour de Pierre Weill
- 1935 : Juanita de Pierre Caron
- 1935 : Ernest a le filon de Andrew F. Brunelle - (court métrage)
- 1935 : Mayerling de Anatole Litvak
- 1936 : Tarass Boulba de Alexis Granowsky
- 1936 : Notre-Dame-d'Amour de Pierre Caron
- 1936 : Le Mioche de Léonide Moguy
- 1937 : Hercule de Alexander Esway et Carlo Rim
- 1937 : Les Filles du Rhône de Jean-Paul Paulin
- 1938 : Bar du sud de Henri Fescourt
- 1938 : Ma sœur de lait de Jean Boyer
- 1938 : Accord final de Ignacy Rozenkranz
- 1939 : Jeunes Filles en détresse de Georg Wilhelm Pabst : Ernestine
- 1939 : Remorques de Jean Grémillon
- 1942 : À vos ordres, Madame, de Jean Boyer
- 1942 : Coup de feu dans la nuit de Robert Péguy
- 1943 : Vautrin de Pierre Billon
- 1945 : La Belle et la Bête de Jean Cocteau
- 1947 : Le Café du Cadran de Jean Gehret
- 1948 : Retour à la vie d'André Cayatte, dans le sketch : Le retour de tante Emma
- 1948 : Le Crime des justes de Jean Gehret
- 1950 : Justice est faite d'André Cayatte
- 1951 : L'Auberge rouge de Claude Autant-Lara
- 1952 : La Loterie du bonheur de Jean Gehret
- 1953 : Madame du Barry de Christian-Jaque
- 1955 : Des gens sans importance d'Henri Verneuil
- 1955 : Rencontre à Paris de Georges Lampin
- 1955 : L'Irrésistible Catherine d'André Pergament
- 1959 : Le travail c'est la liberté de Louis Grospierre
- 1959 : La Bête à l'affût de Pierre Chenal
- 1960 : Une aussi longue absence de Henri Colpi
- 1961 : Les Sept Péchés capitaux (sketch) d'Ionesco et Sylvain Dhomme
- 1961 : Carillons sans joie de Charles Brabant
- 1962 : La Belle Vie de Robert Enrico
- 1963 : La Vie à l'envers de Alain Jessua
- 1965 : L'Or du duc de Jacques Baratier et Bernard Toublanc-Michel
- 1965 : Le Chant du monde de Marcel Camus
- 1966 : Le Voleur de Louis Malle
- 1966 : J'ai tué Raspoutine de Robert Hossein
- 1967 : Les Biches de Claude Chabrol
- 1967 : Le Treizième Caprice de Roger Boussinot
- 1971 : La Mandarine de Édouard Molinaro
- 1975 : Monsieur Balboss de Jean Marbœuf
- 1980 : Diva de Jean-Jacques Beineix
- 1984 : La Femme ivoire de Dominique Cheminal
- 1984 : Voyage pour demain de Daniel Vigne - (court métrage)
- 1984 : Histoire pas drôle numéro 1 de Ernest Kerpen - (court métrage)
- 1988 : Corentin ou les Infortunes conjugales de Jean Marbœuf
- 1991 : Ma vie est un enfer de Josiane Balasko
- 1991 : Premier abord de Laurent Stopnicki - (court métrage)
- 1993 : Pourquoi maman est dans mon lit ? de Patrick Malakian
- 1995 : La Cité des enfants perdus de Marc Caro et Jean-Pierre Jeunet

### Télévision
- 1956 : En votre âme et conscience, épisode : La Mort de Monsieur de Marcellange de  Claude Barma
- 1963 : L'inspecteur Leclerc enquête (épisode La Chasse), série télévisée de Mick Roussel
- 1964 : Pierrots des Alouettes, comédie musicale télévisée d'Henri Spade : Mme Geignot
- 1965 : Belle et Sébastien, série télévisée de Cécile Aubry : la patronne du bar
- 1965 : Les Jeunes Années, série télévisée de Joseph Drimal : Mme Lafont (ép. 2, 6, 8)
- 1967 : Salle n° 8, série télévisée de Robert Guez et Jean Dewever : Madame Durand (ép. 33)
- 1968 : L'Homme de l'ombre de Guy Jorré, épisode L'Aventure
- 1968 : Les Enquêtes du commissaire Maigret de Claude Barma, épisode : Le Chien jaune : la logeuse
- 1975 : Salvator et les Mohicans de Paris (d'après l'œuvre de Alexandre Dumas), feuilleton télévisé de Bernard Borderie
- 1977/1986 : Cinéma 16 : 
  - 1977 : L'Œil de l'autre de Bernard Queysanne
  - 1986 : Jours de sable de Youri
- 1978 : Médecins de nuit de Philippe Lefebvre, épisode : Anne
- 1988 : Palace de Jean-Michel Ribes : une cliente de l'hôtel.
- 1990 : Les Enquêtes du commissaire Maigret, épisode : Stan le tueur de Philippe Laïk
- 1996 : Julie Lescaut, épisode 2 saison 5, Crédit Revolver de Josée Dayan : Mme Leprêtre

## Théâtre
- 1941 : Tout n'est pas noir d'André Birabeau, mise en scène Robert Blome, théâtre Daunou
- 1950 : L'Affaire Fualdès de Denis Marion, mise en scène Georges Douking, théâtre du Vieux-Colombier
- 1960 : Knock ou le Triomphe de la médecine de Jules Romains, mise en scène Henri Rollan, théâtre Hébertot
- 1961 : Jacques ou la Soumission d'Eugène Ionesco, mise en scène Robert Postec, Studio des Champs-Elysées
- 1964 : Nicomède de Corneille, mise en scène Roger Mollien, Festival d'Avignon
- 1974 : Femmes parallèles de François Billetdoux, mise en scène Andréas Voutsinás